# Linor Abargil
Linor Abargil (Netanya, 17 de fevereiro de 1980) é uma modelo israelense que venceu o Miss Mundo 1998, realizado em Seicheles.
Ela foi a primeira de seu país a ganhar este concurso.

## Biografia
Abargil nasceu em Netanya, Israel, sendo a filha mais velha de Aliza e Jackie Abargil. Em 2016 disse ao The Aquarian: "eu tive uma vida muito boa crescendo em Netanya".
Em outubro de 1998, algumas semanas antes do Miss Mundo, então com 18 anos de idade, ela foi seqüestrada, estuprada e esfaqueada por Shlomo Nour, um agente de viagens posteriormente condenado pela Corte Suprema de Tel Aviv. Na época ela morava na Itália onde trabalhava como modelo. "Nunca passou pela minha mente que aquele 'bom' homem iria me prejudicar. Mais tarde, percebi que este ato foi cuidadosamente planejado e a visão daquela noite terrível esteve em meus pesadelos por muitos anos", declarou ela anos depois.
Em 2013, a história de seu rapto virou um documentário, Brave Miss World (em português: Admirável Miss Mundo), produzido por Cecilia Peck, filha de Gregory Peck, e em 2014 também virou um seriado na Netflix.
Abargil tornou-se uma ativista contra a violência sexual.
Casou-se em 2006 com o jogador de basquete lituano Šarūnas Jasikevičius, de quem se divorciou em 2008. Em 2010 casou-se com Oren Halfon, com quem tem quatro filhos.

## Participação em concursos de beleza

### Miss Israel
Linor venceu o Miss Israel em março de 1998. Posteriormente ela declarou: "nunca pensei em participar de concursos, mas os prêmios, uma viagem à Tailândia e um carro novo, eram bons prêmios para quem vinha de uma cidade pequena".

### Miss Mundo
No dia 26 de novembro de 1998, na Ilha de Mahé, Seicheles, ela foi coroada Miss Mundo 1998 depois de derrotar outras 85 concorrentes.
Ao The Aquarian em 2016 ela disse: "depois do estupro, eu pensei em desistir, mas minha mãe achou que era bom eu participar para ocupar minha mente com outra coisa. Eu não pensei que fosse vencer, pois Israel nunca tinha vencido. Eu nem tinha levado vestidos suficientes, mas acho que os juízes viram que eu era uma garota muito determinada e eu devia ter alguma qualidade que fez com que eu me destacasse".

## Vida após os concursos de beleza
Casou-se em 2006 com o jogador de basquete lituano Šarūnas Jasikevičius de quem se divorciou em 2008. Em 2010 casou-se com Oren Halfon, com quem tem quatro filhos.
Em 2008 lançou o site www.bravemissworld.com e iniciou uma turnê de palestras para incentivar outras vítimas de estupro a se manifestarem, a não se culparem e a não ficarem caladas. Como ativista contra a violência sexual, ministra dezenas de palestras todos os anos, muitas delas divulgadas em seu Instagram.
Estudou Teatro, formou-se advogada em 2013 e se converteu a Judaísmo Ortodoxo. Como advogada, logo após se formar, trabalhou no escritório da Promotoria Pública de Tel Aviv. Em 2016 disse ao The Aquarian: "tive muito sucesso em modelagem e atuação após o Miss Mundo".
Também em 2013 a história de seu rapto virou um documentário, Brave Miss World (em português: Admirável Miss Mundo), produzido por Cecilia Peck, filha de Gregory Peck. Em 2014 sua história também virou seriado no Netflix.
Em 2016 ela falou ao The Aquarian sobre a mensagem que queria passar com o documentário, ao que ela respondeu: "Se algo assim aconteceu com você, não é culpa sua. Você não precisa ter vergonha e não deve ficar calada. A única maneira de se curar é falar sobre isto. Encontre um amigo, um familiar, um profissional ou um serviço telefônico, mas não deixe isto enterrado em você, porque isto a devorará. Não importa o que você estava vestindo, onde você estava, o que você fazia: não foi culpa sua. Foi culpa do estuprador".
Em maio de 2019, após aparecer no Dia da Independência com um vestido justo, porém ao mesmo tempo com um lenço cobrindo a cabeça, ela foi chamada de hipócrita por um ex-juiz, Oded Aligon, em Israel. No entanto, outras celebridades do país se solidarizaram com ela e disseram que ela poderia se vestir como quisesse.